# Katy Perry/Diskografie
Diese Diskografie ist eine Übersicht über die musikalischen Werke der US-amerikanischen Popsängerin Katy Perry. Den Quellenangaben und Schallplattenauszeichnungen zufolge hat sie bisher mehr als 238,3 Millionen Tonträger verkauft, damit zählt sie zu den Interpretinnen mit den meistverkauften Tonträgern weltweit. In ihrer Heimat konnte sie bisher mehr als 150 Millionen Tonträger vertreiben. In Deutschland verkaufte sie mehr als 5,9 Millionen Tonträger, womit sie zu den Interpretinnen mit den meisten Tonträgerverkäufen des Landes zählt. Ihre erfolgreichste Veröffentlichung ist die Single Roar mit über 23,2 Millionen verkauften Einheiten.

## Alben

### Studioalben
| Jahr            | Titel Musiklabel                      | Höchstplatzierung, Gesamtwochen, AuszeichnungChartplatzierungen (Jahr, Titel, Musiklabel, Platzierungen, Wochen, Auszeichnungen, Anmerkungen) | Höchstplatzierung, Gesamtwochen, AuszeichnungChartplatzierungen (Jahr, Titel, Musiklabel, Platzierungen, Wochen, Auszeichnungen, Anmerkungen) | Höchstplatzierung, Gesamtwochen, AuszeichnungChartplatzierungen (Jahr, Titel, Musiklabel, Platzierungen, Wochen, Auszeichnungen, Anmerkungen) | Höchstplatzierung, Gesamtwochen, AuszeichnungChartplatzierungen (Jahr, Titel, Musiklabel, Platzierungen, Wochen, Auszeichnungen, Anmerkungen) | Höchstplatzierung, Gesamtwochen, AuszeichnungChartplatzierungen (Jahr, Titel, Musiklabel, Platzierungen, Wochen, Auszeichnungen, Anmerkungen) | Anmerkungen                                                  |
| Jahr            | Titel Musiklabel                      | DE | AT | CH | UK | US | Anmerkungen                                                  |
| --------------- | ------------------------------------- | --- | --- | --- | --- | --- | ------------------------------------------------------------ |
| als Katy Hudson |                                       | | | | | |                                                              |
|                 |                                       | | | | | |                                                              |
| 2001            | Katy Hudson Red Hill Records (RHCS)   | — | — | — | — | — | Erstveröffentlichung: 6. März 2001                           |
| als Katy Perry  |                                       | | | | | |                                                              |
|                 |                                       | | | | | |                                                              |
| 2008            | One of the Boys Capitol Records (EMI) | DE7 ×3Dreifachgold · (47 Wo.)DE | AT6 Platin · (42 Wo.)AT | CH6 Platin · (44 Wo.)CH | UK11 ×2Doppelplatin · (72 Wo.)UK | US9 ×3Dreifachplatin · (92 Wo.)US | Erstveröffentlichung: 17. Juni 2008 Verkäufe: + 7.000.000    |
| 2010            | Teenage Dream Capitol Records (EMI)   | DE5 ×2Doppelplatin · (… Wo.)DE | AT1 Platin · (… Wo.)AT | CH4 Gold · (… Wo.)CH | UK1 ×6Sechsfachplatin · (… Wo.)UK | US1 Diamant · (402 Wo.)US | Erstveröffentlichung: 24. August 2010 Verkäufe: + 13.755.500 |
| 2013            | Prism Capitol Records (UMG)           | DE4 Gold · (29 Wo.)DE | AT3 ×3Dreifachplatin · (38 Wo.)AT | CH2 Gold · (47 Wo.)CH | UK1 Platin · (53 Wo.)UK | US1 ×5Fünffachplatin · (102 Wo.)US | Erstveröffentlichung: 18. Oktober 2013 Verkäufe: + 6.974.500 |
| 2017            | Witness Capitol Records (UMG)         | DE10 (6 Wo.)DE | AT6 Gold · (4 Wo.)AT | CH7 (13 Wo.)CH | UK6 Gold · (14 Wo.)UK | US1 Gold · (21 Wo.)US | Erstveröffentlichung: 9. Juni 2017 Verkäufe: + 1.182.000     |
| 2020            | Smile Capitol Records (UMG)           | DE14 (3 Wo.)DE | AT8 (3 Wo.)AT | CH8 (4 Wo.)CH | UK5 (4 Wo.)UK | US5 Gold · (4 Wo.)US | Erstveröffentlichung: 28. August 2020 Verkäufe: + 652.500    |
| 2024            | 143 Capitol Records (UMG)             | DE16 (1 Wo.)DE | AT8 (1 Wo.)AT | CH12 (1 Wo.)CH | UK6 (1 Wo.)UK | US6 (2 Wo.)US | Erstveröffentlichung: 20. September 2024                     |

### Livealben
| Jahr | Titel Musiklabel                    | Höchstplatzierung, Gesamtwochen, AuszeichnungChartplatzierungen (Jahr, Titel, Musiklabel, Platzierungen, Wochen, Auszeichnungen, Anmerkungen) | Höchstplatzierung, Gesamtwochen, AuszeichnungChartplatzierungen (Jahr, Titel, Musiklabel, Platzierungen, Wochen, Auszeichnungen, Anmerkungen) | Höchstplatzierung, Gesamtwochen, AuszeichnungChartplatzierungen (Jahr, Titel, Musiklabel, Platzierungen, Wochen, Auszeichnungen, Anmerkungen) | Höchstplatzierung, Gesamtwochen, AuszeichnungChartplatzierungen (Jahr, Titel, Musiklabel, Platzierungen, Wochen, Auszeichnungen, Anmerkungen) | Höchstplatzierung, Gesamtwochen, AuszeichnungChartplatzierungen (Jahr, Titel, Musiklabel, Platzierungen, Wochen, Auszeichnungen, Anmerkungen) | Anmerkungen                                                |
| Jahr | Titel Musiklabel                    | DE | AT | CH | UK | US | Anmerkungen                                                |
| ---- | ----------------------------------- | --- | --- | --- | --- | --- | ---------------------------------------------------------- |
| 2009 | MTV Unplugged Capitol Records (EMI) | — | — | CH82 (1 Wo.)CH | — | US168 (1 Wo.)US | Erstveröffentlichung: 13. November 2009 Verkäufe: + 63.000 |

### EPs
| Jahr | Titel Musiklabel                                        | Anmerkungen                             |
| ---- | ------------------------------------------------------- | --------------------------------------- |
| 2007 | Ur So Gay Capitol Records (EMI)                         | Erstveröffentlichung: 20. November 2007 |
| 2009 | The Hello Katy Australian Tour EP Capitol Records (EMI) | Erstveröffentlichung: 7. August 2009    |

## Singles

### Als Leadmusikerin
| Jahr | Titel Album                                                   | Höchstplatzierung, Gesamtwochen, AuszeichnungChartplatzierungen (Jahr, Titel, Album, Platzierungen, Wochen, Auszeichnungen, Anmerkungen) | Höchstplatzierung, Gesamtwochen, AuszeichnungChartplatzierungen (Jahr, Titel, Album, Platzierungen, Wochen, Auszeichnungen, Anmerkungen) | Höchstplatzierung, Gesamtwochen, AuszeichnungChartplatzierungen (Jahr, Titel, Album, Platzierungen, Wochen, Auszeichnungen, Anmerkungen) | Höchstplatzierung, Gesamtwochen, AuszeichnungChartplatzierungen (Jahr, Titel, Album, Platzierungen, Wochen, Auszeichnungen, Anmerkungen) | Höchstplatzierung, Gesamtwochen, AuszeichnungChartplatzierungen (Jahr, Titel, Album, Platzierungen, Wochen, Auszeichnungen, Anmerkungen) | Anmerkungen                                                                                     |
| Jahr | Titel Album                                                   | DE | AT | CH | UK | US | Anmerkungen                                                                                     |
| ---- | ------------------------------------------------------------- | --- | --- | --- | --- | --- | ----------------------------------------------------------------------------------------------- |
| 2008 | I Kissed a Girl One of the Boys                               | DE1 ×5Fünffachgold · (40 Wo.)DE | AT1 Platin · (34 Wo.)AT | CH1 ×3Dreifachgold · (51 Wo.)CH | UK1 ×2Doppelplatin · (34 Wo.)UK | US1 ×6Sechsfachplatin · (23 Wo.)US | Erstveröffentlichung: 29. April 2008 Verkäufe: + 10.285.072                                     |
| 2008 | Hot n Cold One of the Boys                                    | DE1 ×3Dreifachgold · (41 Wo.)DE | AT1 Platin · (33 Wo.)AT | CH1 Platin · (62 Wo.)CH | UK4 ×2Doppelplatin · (41 Wo.)UK | US3 ×8Achtfachplatin · (39 Wo.)US | Erstveröffentlichung: 21. September 2008 Verkäufe: + 12.483.044                                 |
| 2009 | Thinking of You One of the Boys                               | DE19 (11 Wo.)DE | AT18 (15 Wo.)AT | CH45 (16 Wo.)CH | UK27 Silber · (12 Wo.)UK | US29 Platin · (15 Wo.)US | Erstveröffentlichung: 12. Januar 2009 Verkäufe: + 1.470.000                                     |
| 2009 | Waking Up in Vegas One of the Boys                            | DE33 (10 Wo.)DE | AT26 (12 Wo.)AT | CH69 (5 Wo.)CH | UK19 Silber · (18 Wo.)UK | US9 ×2Doppelplatin · (23 Wo.)US | Erstveröffentlichung: 7. April 2009 Verkäufe: + 2.867.500                                       |
| 2009 | Starstrukk Teenage Dream (Deluxe) • Want                      | — | AT48 (7 Wo.)AT | — | UK3 Platin · (26 Wo.)UK | US66 ×2Doppelplatin · (12 Wo.)US | Erstveröffentlichung: 8. September 2009 Verkäufe: + 2.915.000; mit 3OH!3                        |
| 2010 | If We Ever Meet Again Teenage Dream (Deluxe) • Shock Value II | DE9 Gold · (17 Wo.)DE | AT10 (22 Wo.)AT | CH7 Gold · (23 Wo.)CH | UK3 Platin · (18 Wo.)UK | US37 (18 Wo.)US | Erstveröffentlichung: 18. Januar 2010 Verkäufe: + 1.134.500; mit Timbaland                      |
| 2010 | California Gurls Teenage Dream                                | DE3 Platin · (37 Wo.)DE | AT3 ×2Doppelplatin · (21 Wo.)AT | CH4 Platin · (27 Wo.)CH | UK1 ×3Dreifachplatin · (35 Wo.)UK | US1 Diamant · (27 Wo.)US | Erstveröffentlichung: 7. Mai 2010 Verkäufe: + 14.945.988; feat. Snoop Dogg                      |
| 2010 | Teenage Dream                                                 | DE6 Gold · (25 Wo.)DE | AT2 Platin · (18 Wo.)AT | CH8 (21 Wo.)CH | UK2 ×2Doppelplatin · (28 Wo.)UK | US1 Diamant · (33 Wo.)US | Erstveröffentlichung: 23. Juli 2010 Verkäufe: + 13.499.645                                      |
| 2010 | Firework Teenage Dream                                        | DE4 Platin · (28 Wo.)DE | AT3 ×2Doppelplatin · (18 Wo.)AT | CH3 Gold · (24 Wo.)CH | UK3 ×4Vierfachplatin · (68 Wo.)UK | US1 ×2Diamant + Doppelplatin · (39 Wo.)US                                                                                                | Erstveröffentlichung: 26. Oktober 2010 Verkäufe: + 17.555.000                                   |
| 2011 | E.T. Teenage Dream                                            | DE9 Gold · (22 Wo.)DE | AT7 Platin · (19 Wo.)AT | CH14 (15 Wo.)CH | UK3 Platin · (24 Wo.)UK | US1 Diamant · (30 Wo.)US | Erstveröffentlichung: 16. Februar 2011 Verkäufe: + 12.170.500                                   |
| 2011 | Last Friday Night (T.G.I.F.) Teenage Dream                    | DE15 Gold · (18 Wo.)DE | AT7 Platin · (15 Wo.)AT | CH20 Gold · (20 Wo.)CH | UK9 ×2Doppelplatin · (23 Wo.)UK | US1 ×6Sechsfachplatin · (24 Wo.)US | Erstveröffentlichung: 6. Juni 2011 Verkäufe: + 9.957.700                                        |
| 2011 | The One That Got Away Teenage Dream                           | DE34 Gold · (18 Wo.)DE | AT19 Platin · (18 Wo.)AT | CH33 (15 Wo.)CH | UK18 ×2Doppelplatin · (29 Wo.)UK | US3 ×5Fünffachplatin · (24 Wo.)US | Erstveröffentlichung: 4. Oktober 2011 Verkäufe: + 7.850.000                                     |
| 2012 | Part of Me Teenage Dream: The Complete Confection             | DE20 Gold · (12 Wo.)DE | AT18 Platin · (12 Wo.)AT | CH33 (10 Wo.)CH | UK1 Platin · (20 Wo.)UK | US1 ×5Fünffachplatin · (22 Wo.)US | Erstveröffentlichung: 13. Februar 2012 Verkäufe: + 7.241.800                                    |
| 2012 | Wide Awake Teenage Dream: The Complete Confection             | DE39 (14 Wo.)DE | AT28 Gold · (15 Wo.)AT | CH21 (20 Wo.)CH | UK9 Platin · (20 Wo.)UK | US2 ×5Fünffachplatin · (26 Wo.)US | Erstveröffentlichung: 22. Mai 2012 Verkäufe: + 6.925.000                                        |
| 2012 | Hummingbird Heartbeat Teenage Dream                           | — | — | — | — | — | Erstveröffentlichung: 17. September 2012 Verkäufe: + 35.000; Veröffentlichung nur in Australien |
| 2013 | Roar Prism                                                    | DE2 ×3Dreifachgold · (36 Wo.)DE | AT1 ×2Doppelplatin · (25 Wo.)AT | CH3 (33 Wo.)CH | UK1 ×5Fünffachplatin · (49 Wo.)UK | US1 ×5Diamant + Fünffachplatin · (35 Wo.)US                                                                                              | Erstveröffentlichung: 12. August 2013 Verkäufe: + 23.295.000                                    |
| 2013 | Unconditionally Prism                                         | DE22 Gold · (18 Wo.)DE | AT16 Gold · (12 Wo.)AT | CH27 (14 Wo.)CH | UK25 Gold · (15 Wo.)UK | US14 ×2Doppelplatin · (20 Wo.)US | Erstveröffentlichung: 16. Oktober 2013 Verkäufe: + 3.565.000                                    |
| 2013 | Dark Horse Prism                                              | DE6 ×3Dreifachgold · (50 Wo.)DE | AT2 ×2Doppelplatin · (34 Wo.)AT | CH4 (42 Wo.)CH | UK4 ×3Dreifachplatin · (48 Wo.)UK | US1 Diamant + Platin · (57 Wo.)US | Erstveröffentlichung: 17. Dezember 2013 Verkäufe: + 17.965.000; feat. Juicy J                   |
| 2014 | Birthday Prism                                                | DE69 (10 Wo.)DE | AT51 (6 Wo.)AT | — | UK22 Gold · (14 Wo.)UK | US17 Platin · (18 Wo.)US | Erstveröffentlichung: 21. April 2014 Verkäufe: + 1.902.500                                      |
| 2014 | This Is How We Do Prism                                       | DE34 (13 Wo.)DE | AT14 (13 Wo.)AT | CH36 (12 Wo.)CH | UK33 Silber · (12 Wo.)UK | US24 ×2Doppelplatin · (18 Wo.)US | Erstveröffentlichung: 28. Juli 2014 Verkäufe: + 3.030.000                                       |
| 2016 | Rise –                                                        | DE39 (9 Wo.)DE | AT23 (12 Wo.)AT | CH15 (11 Wo.)CH | UK25 Silber · (6 Wo.)UK | US11 Platin · (9 Wo.)US | Erstveröffentlichung: 14. Juli 2016 Verkäufe: + 1.455.000                                       |
| 2017 | Chained to the Rhythm Witness                                 | DE6 Platin · (18 Wo.)DE | AT7 Gold · (16 Wo.)AT | CH6 (29 Wo.)CH | UK5 Platin · (29 Wo.)UK | US4 ×2Doppelplatin · (23 Wo.)US | Erstveröffentlichung: 10. Februar 2017 Verkäufe: + 4.353.333; feat. Skip Marley                 |
| 2017 | Bon Appétit Witness                                           | DE47 Gold · (10 Wo.)DE | AT64 (8 Wo.)AT | CH36 (11 Wo.)CH | UK37 Gold · (9 Wo.)UK | US59 Platin · (6 Wo.)US | Erstveröffentlichung: 28. April 2017 Verkäufe: + 2.116.666; feat. Migos                         |
| 2017 | Swish Swish Witness                                           | DE76 Gold · (4 Wo.)DE | AT69 (1 Wo.)AT | CH46 (9 Wo.)CH | UK19 Platin · (23 Wo.)UK | US46 Platin · (10 Wo.)US | Erstveröffentlichung: 19. Mai 2017 Verkäufe: + 2.456.666; feat. Nicki Minaj                     |
| 2018 | Hey Hey Hey Witness                                           | — | — | — | — | — | Erstveröffentlichung: 12. Januar 2018 Verkäufe: + 20.000; Veröffentlichung nur in Italien       |
| 2019 | 365 –                                                         | DE72 (1 Wo.)DE | AT70 (1 Wo.)AT | CH59 (2 Wo.)CH | UK37 (7 Wo.)UK | US86 (1 Wo.)US | Erstveröffentlichung: 14. Februar 2019 Verkäufe: + 285.000; mit Zedd                            |
| 2019 | Con Calma (Remix) –                                           | DE— aDE | AT— aAT | CH— aCH | UK— aUK | US22 (14 Wo.)US | Erstveröffentlichung: 19. April 2019 mit Daddy Yankee feat. Snow                                |
| 2019 | Never Really Over Smile                                       | DE47 (10 Wo.)DE | AT29 Gold · (12 Wo.)AT | CH21 (12 Wo.)CH | UK12 Platin · (16 Wo.)UK | US15 Platin · (13 Wo.)US | Erstveröffentlichung: 31. Mai 2019 Verkäufe: + 2.565.000                                        |
| 2019 | Small Talk Smile: Fan Edition                                 | — | — | CH91 (1 Wo.)CH | UK43 (6 Wo.)UK | US81 (1 Wo.)US | Erstveröffentlichung: 9. August 2019 Verkäufe: + 105.000                                        |
| 2019 | Harleys in Hawaii Smile                                       | DE— bDE | — | CH72 (1 Wo.)CH | UK45 Silber · (4 Wo.)UK | US— GoldUS | Erstveröffentlichung: 16. Oktober 2019 Verkäufe: + 1.220.000                                    |
| 2019 | Cozy Little Christmas –                                       | DE32 (19 Wo.)DE | AT37 c Platin · (16 Wo.)AT | CH49 c (5 Wo.)CH | UK22 Gold · (16 Wo.)UK | US53 Platin · (2 Wo.)US | Erstveröffentlichung: 1. November 2019 Verkäufe: + 1.465.000                                    |
| 2020 | Never Worn White Smile: Fan Edition                           | — | — | — | UK97 (1 Wo.)UK | — | Erstveröffentlichung: 5. März 2020 Verkäufe: + 20.000                                           |
| 2020 | Daisies Smile                                                 | DE— dDE | AT64 (1 Wo.)AT | CH57 (2 Wo.)CH | UK37 Silber · (8 Wo.)UK | US40 Gold · (7 Wo.)US | Erstveröffentlichung: 15. Mai 2020 Verkäufe: + 930.000                                          |
| 2020 | Smile                                                         | — | — | — | UK73 (5 Wo.)UK | US— GoldUS | Erstveröffentlichung: 10. Juli 2020 Verkäufe: + 615.000                                         |
| 2020 | Not the End of the World Smile                                | — | — | — | — | — | Erstveröffentlichung: 21. Dezember 2020 Verkäufe: + 20.000                                      |
| 2021 | Cry About It Later (Remix) –                                  | — | — | — | — | — | Erstveröffentlichung: 23. April 2021 mit Luísa Sonza & Bruno Martini                            |
| 2021 | Electric Pokémon 25: The Album                                | — | — | — | — | — | Erstveröffentlichung: 14. Mai 2021 Verkäufe: + 20.000                                           |
| 2021 | When I’m Gone –                                               | DE88 (4 Wo.)DE | — | — | UK49 Silber · (13 Wo.)UK | US90 Gold · (4 Wo.)US | Erstveröffentlichung: 29. Dezember 2021 Verkäufe: + 885.000; mit Alesso                         |
| 2024 | Woman’s World 143                                             | DE— eDE | — | — | UK47 (2 Wo.)UK | US63 (1 Wo.)US | Erstveröffentlichung: 12. Juli 2024 Verkäufe: + 40.000                                          |
| 2024 | Lifetimes 143                                                 | — | — | — | UK89 (1 Wo.)UK | — | Erstveröffentlichung: 8. August 2024 Verkäufe: + 40.000                                         |
| 2024 | I’m His, He’s Mine 143                                        | — | — | — | — | — | Erstveröffentlichung: 13. September 2024 Verkäufe: + 20.000; feat. Doechii                      |

### Als Gastmusikerin
| Jahr | Titel Album                   | Höchstplatzierung, Gesamtwochen, AuszeichnungChartplatzierungen (Jahr, Titel, Album, Platzierungen, Wochen, Auszeichnungen, Anmerkungen) | Höchstplatzierung, Gesamtwochen, AuszeichnungChartplatzierungen (Jahr, Titel, Album, Platzierungen, Wochen, Auszeichnungen, Anmerkungen) | Höchstplatzierung, Gesamtwochen, AuszeichnungChartplatzierungen (Jahr, Titel, Album, Platzierungen, Wochen, Auszeichnungen, Anmerkungen) | Höchstplatzierung, Gesamtwochen, AuszeichnungChartplatzierungen (Jahr, Titel, Album, Platzierungen, Wochen, Auszeichnungen, Anmerkungen) | Höchstplatzierung, Gesamtwochen, AuszeichnungChartplatzierungen (Jahr, Titel, Album, Platzierungen, Wochen, Auszeichnungen, Anmerkungen) | Anmerkungen |
| Jahr | Titel Album                   | DE | AT | CH | UK | US | Anmerkungen |
| ---- | ----------------------------- | --- | --- | --- | --- | --- | --- |
| 2005 | Goodbye for Now Testify       | DE76 (3 Wo.)DE | — | — | — | US48 (2 Wo.)US | Erstveröffentlichung: 8. November 2005 P.O.D. feat. Katy Perry                                                         |
| 2013 | Who You Love Paradise Valley  | — | — | — | — | US48 Gold · (2 Wo.)US | Erstveröffentlichung: 12. August 2013 Verkäufe: + 580.000; John Mayer feat. Katy Perry                                 |
| 2017 | Feels Funk Wav Bounces Vol. 1 | DE9 Platin · (21 Wo.)DE | AT5 Platin · (21 Wo.)AT | CH6 Platin · (25 Wo.)CH | UK1 ×3Dreifachplatin · (26 Wo.)UK | US20 ×3Dreifachplatin · (18 Wo.)US | Erstveröffentlichung: 15. Juni 2017 Verkäufe: + 7.713.333 Calvin Harris feat. Pharrell Williams, Katy Perry & Big Sean |

## Videoalben und Musikvideos

### Videoalben
| Jahr | Titel Musiklabel                                    | Höchstplatzierung, Gesamtwochen, AuszeichnungChartplatzierungen (Jahr, Titel, Musiklabel, Platzierungen, Wochen, Auszeichnungen, Anmerkungen) | Höchstplatzierung, Gesamtwochen, AuszeichnungChartplatzierungen (Jahr, Titel, Musiklabel, Platzierungen, Wochen, Auszeichnungen, Anmerkungen) | Höchstplatzierung, Gesamtwochen, AuszeichnungChartplatzierungen (Jahr, Titel, Musiklabel, Platzierungen, Wochen, Auszeichnungen, Anmerkungen) | Höchstplatzierung, Gesamtwochen, AuszeichnungChartplatzierungen (Jahr, Titel, Musiklabel, Platzierungen, Wochen, Auszeichnungen, Anmerkungen) | Höchstplatzierung, Gesamtwochen, AuszeichnungChartplatzierungen (Jahr, Titel, Musiklabel, Platzierungen, Wochen, Auszeichnungen, Anmerkungen) | Anmerkungen                                                                          |
| Jahr | Titel Musiklabel                                    | DE | AT | CH | UK | US | Anmerkungen                                                                          |
| ---- | --------------------------------------------------- | --- | --- | --- | --- | --- | ------------------------------------------------------------------------------------ |
| 2009 | MTV Unplugged Capitol Records (EMI)                 | — | — | CH*CH | — | US*US | Erstveröffentlichung: 13. November 2009 * Verkäufe werden dem Livealbum hinzuaddiert |
| 2012 | Katy Perry: Part of Me Capitol Records (EMI)        | — | — | — | UK1 Platin · (101 Wo.)UK | — | Erstveröffentlichung: 18. September 2012 Verkäufe: + 50.000                          |
| 2015 | The Prismatic World Tour Live Capitol Records (UMG) | DE32 (1 Wo.)DE | AT6 (2 Wo.)AT | CH3 (4 Wo.)CH | UK2 (19 Wo.)UK | US1 (48 Wo.)US | Erstveröffentlichung: 30. Oktober 2015 Verkäufe: + 60.000                            |

### Musikvideos
| Jahr | Titel                        | Regie                                                                |
| ---- | ---------------------------- | -------------------------------------------------------------------- |
| 2007 | Ur So Gay                    | Walter May                                                           |
| 2008 | I Kissed a Girl              | Kinga Burza                                                          |
| 2008 | Hot n Cold                   | Alan Ferguson                                                        |
| 2009 | Thinking of You              | Melina Matsoukas                                                     |
| 2009 | Waking Up in Vegas           | Joseph Kahn                                                          |
| 2009 | Starstrukk                   | Marc Klasfeld, Steve Jocz                                            |
| 2010 | If We Ever Meet Again        | Paul „Coy“ Allen                                                     |
| 2010 | California Gurls             | Mathew Cullen                                                        |
| 2010 | Teenage Dream                | Yoann Lemoine                                                        |
| 2010 | Firework                     | Dave Meyers                                                          |
| 2011 | E.T.                         | Floria Sigismondi                                                    |
| 2011 | Last Friday Night (T.G.I.F.) | Danny Lockwood, Marc Klasfeld                                        |
| 2011 | The One That Got Away        | Diego Luna                                                           |
| 2012 | Part of Me                   | Ben Mor                                                              |
| 2012 | Wide Awake                   | Lance Drake                                                          |
| 2013 | Roar                         | Grady Hall, Mark Kudsi                                               |
| 2013 | Unconditionally              | Brent Bonacorso                                                      |
| 2013 | Who You Love                 | Sophie Muller                                                        |
| 2014 | Dark Horse                   | Mathew Cullen                                                        |
| 2014 | Birthday                     | Marc Klasfeld, Danny Lockwood                                        |
| 2014 | This Is How We Do            | Joel Kefali                                                          |
| 2016 | Rise                         | Paul Gore                                                            |
| 2017 | Chained to the Rhythm        | Mathew Cullen                                                        |
| 2017 | Bon Appétit                  | Dent De Cuir                                                         |
| 2017 | Feels                        | Emil Nava                                                            |
| 2017 | Swish Swish                  | Dave Meyers                                                          |
| 2017 | Hey Hey Hey                  | Isaac Rentz                                                          |
| 2019 | 365                          | Warren Fu                                                            |
| 2019 | Never Really Over            | Philippa Price                                                       |
| 2019 | Small Talk                   | Tanu Muino                                                           |
| 2019 | Harleys in Hawaii            | Gerardo del Hierro, Pau Lopez, Tomas Pena                            |
| 2020 | Never Worn White             | J.A.C.K.                                                             |
| 2020 | Daisies                      | Liza Voloshin (Version 1) Ashley Evans, Antony Ginandjar (Version 2) |
| 2020 | Smile                        | Mathew Miguel Cullen                                                 |
| 2020 | Not the End of the World     | Charlotte Fassler, Dani Girdwood                                     |
| 2021 | Electric                     | Carlos López Estrada                                                 |
| 2022 | When I’m Gone                | Hannah Lux Davis                                                     |
| 2022 | Where We Started             | Patrick Tracy                                                        |
| 2024 | Woman’s World                | Charlotte Rutherford                                                 |
| 2024 | Lifetimes                    | Stillz                                                               |

## Autorenbeteiligungen
Katy Perry als Autorin in den Charts

| Jahr | Titel Interpretation                              | Höchstplatzierung, Gesamtwochen, AuszeichnungChartplatzierungen (Jahr, Titel, Interpretation, Platzierungen, Wochen, Auszeichnungen, Anmerkungen) | Höchstplatzierung, Gesamtwochen, AuszeichnungChartplatzierungen (Jahr, Titel, Interpretation, Platzierungen, Wochen, Auszeichnungen, Anmerkungen) | Höchstplatzierung, Gesamtwochen, AuszeichnungChartplatzierungen (Jahr, Titel, Interpretation, Platzierungen, Wochen, Auszeichnungen, Anmerkungen) | Höchstplatzierung, Gesamtwochen, AuszeichnungChartplatzierungen (Jahr, Titel, Interpretation, Platzierungen, Wochen, Auszeichnungen, Anmerkungen) | Höchstplatzierung, Gesamtwochen, AuszeichnungChartplatzierungen (Jahr, Titel, Interpretation, Platzierungen, Wochen, Auszeichnungen, Anmerkungen) | Anmerkungen                                                |
| Jahr | Titel Interpretation                              | DE | AT | CH | UK | US | Anmerkungen                                                |
| --- | ------------------------------------------------- | --- | --- | --- | --- | --- | ---------------------------------------------------------- |
| 2009 | I Do Not Hook Up Kelly Clarkson                   | DE55 (4 Wo.)DE | AT68 (1 Wo.)AT | — | UK36 (9 Wo.)UK | US20 (18 Wo.)US | Erstveröffentlichung: 14. April 2009 Verkäufe: + 878.000   |
| 2009 | Hot n Cold The Baseballs                          | DE68 (3 Wo.)DE | AT65 (1 Wo.)AT | CH52 (15 Wo.)CH | — | — | Erstveröffentlichung: 18. September 2009                   |
| 2010 | Teenage Dream Glee Cast                           | — | — | — | UK36 (3 Wo.)UK | US8 Gold · (3 Wo.)US | Erstveröffentlichung: 9. November 2010 Verkäufe: + 500.000 |
| 2014 | Black Widow Iggy Azalea feat. Rita Ora            | DE39 Gold · (24 Wo.)DE | AT25 (23 Wo.)AT | CH28 (22 Wo.)CH | UK4 Platin · (27 Wo.)UK | US3 ×5Fünffachplatin · (30 Wo.)US | Erstveröffentlichung: 8. Juli 2014 Verkäufe: + 6.515.000   |
| Folgende Lieder erschienen nicht als Single, wurden aber durch das Album zum Download und Streaming bereitgestellt und konnten somit eine Platzierung erlangen: |                                                   | | | | | |                                                            |
| |                                                   | | | | | |                                                            |
| 2014 | Get on Your Knees Nicki Minaj feat. Ariana Grande | — | — | — | UK86 (1 Wo.)UK | US88 (1 Wo.)US | Charteinstieg: 27. Dezember 2014                           |

## Promoveröffentlichungen
Promo-Singles

| Jahr | Titel Album                              | Höchstplatzierung, Gesamtwochen, AuszeichnungChartplatzierungen (Jahr, Titel, Album, Platzierungen, Wochen, Auszeichnungen, Anmerkungen) | Höchstplatzierung, Gesamtwochen, AuszeichnungChartplatzierungen (Jahr, Titel, Album, Platzierungen, Wochen, Auszeichnungen, Anmerkungen) | Höchstplatzierung, Gesamtwochen, AuszeichnungChartplatzierungen (Jahr, Titel, Album, Platzierungen, Wochen, Auszeichnungen, Anmerkungen) | Höchstplatzierung, Gesamtwochen, AuszeichnungChartplatzierungen (Jahr, Titel, Album, Platzierungen, Wochen, Auszeichnungen, Anmerkungen) | Höchstplatzierung, Gesamtwochen, AuszeichnungChartplatzierungen (Jahr, Titel, Album, Platzierungen, Wochen, Auszeichnungen, Anmerkungen) | Anmerkungen                                                  |
| Jahr | Titel Album                              | DE | AT | CH | UK | US | Anmerkungen                                                  |
| ---- | ---------------------------------------- | --- | --- | --- | --- | --- | ------------------------------------------------------------ |
| 2001 | Search Me / Last Call Katy Hudson        | — | — | — | — | — | Erstveröffentlichung: 2001 als Katy Hudson                   |
| 2001 | Trust in Me Katy Hudson                  | — | — | — | — | — | Erstveröffentlichung: 2001 als Katy Hudson                   |
| 2007 | Ur So Gay Ur So Gay EP / One of the Boys | — | — | — | — | US— GoldUS | Erstveröffentlichung: 20. November 2007 Verkäufe: + 560.000  |
| 2010 | Not Like the Movies Teenage Dream        | — | — | — | — | US53 Gold · (1 Wo.)US | Erstveröffentlichung: 3. August 2010 Verkäufe: + 535.000     |
| 2010 | Circle the Drain Teenage Dream           | — | — | — | — | US58 (1 Wo.)US | Erstveröffentlichung: 10. August 2010                        |
| 2012 | Peacock Teenage Dream                    | — | — | — | — | US— PlatinUS | Erstveröffentlichung: 26. März 2012 Verkäufe: + 1.226.000    |
| 2013 | Walking on Air Prism                     | — | AT35 (3 Wo.)AT | — | UK80 (1 Wo.)UK | US34 (1 Wo.)US | Erstveröffentlichung: 30. September 2013 Verkäufe: + 42.500  |
| 2015 | Every Day Is a Holiday –                 | — | — | — | — | — | Erstveröffentlichung: 23. November 2015                      |
| 2017 | Save as Draft Witness                    | — | — | — | — | — | Erstveröffentlichung: 26. Juni 2017                          |
| 2020 | What Makes a Woman Smile                 | — | — | — | — | — | Erstveröffentlichung: 20. August 2020                        |
| 2020 | Cry About It Later Smile                 | — | — | — | — | — | Erstveröffentlichung: 13. September 2020 Verkäufe: + 80.000  |
| 2020 | Resilient (Tiësto Remix) –               | — | — | — | — | — | Erstveröffentlichung: 13. November 2020 feat. Aitana         |
| 2021 | All You Need Is Love –                   | — | — | — | — | — | Erstveröffentlichung: 25. Oktober 2021 Original: The Beatles |

## Sonderveröffentlichungen
| Jahr | Titel Album                          | Anmerkungen                                                                                      |
| ---- | ------------------------------------ | ------------------------------------------------------------------------------------------------ |
| 2006 | Goodbye for Now Testify              | Erstveröffentlichung: 24. Januar 2006 P.O.D. feat. Katy Perry                                    |
| 2009 | Starstrukk Want (Deluxe Edition)     | Erstveröffentlichung: 16. Januar 2009 3OH!3 & Katy Perry                                         |
| 2009 | If We Ever Meet Again Shock Value II | Erstveröffentlichung: 8. Dezember 2009 Timbaland feat. Katy Perry                                |
| 2013 | Who You Love Paradise Valley         | Erstveröffentlichung: 20. August 2013 John Mayer feat. Katy Perry                                |
| 2017 | Feels Funk Wav Bounces Vol. 1        | Erstveröffentlichung: 15. Juni 2017 Calvin Harris feat. Pharrell Williams, Katy Perry & Big Sean |

| Jahr | Titel Album                    | Anmerkungen                            |
| ---- | ------------------------------ | -------------------------------------- |
| 2021 | Electric Pokémon 25: The Album | Erstveröffentlichung: 15. Oktober 2021 |

| Jahr | Titel Soundtrack  | Anmerkungen                        |
| ---- | ----------------- | ---------------------------------- |
| 2005 | Simple Eine für 4 | Erstveröffentlichung: 24. Mai 2005 |

## Statistik

### Chartauswertung
Die folgende Aufstellung beinhaltet eine Übersicht über die Charterfolge von Katy Perry in den Album-, Single- sowie den Musik-DVD-Charts. In Deutschland besteht die Besonderheit, dass Videoalben sich ebenfalls in den Albumcharts platzieren, in den weiteren Ländern stammen die Chartausgaben aus eigenständigen Musik-DVD-Charts. Darüber hinaus wurden bei den Singles nur Interpretationen und keine Autorenbeteiligungen berücksichtigt.
|                     | DE    | AT    | CH    | UK    | US    |
| ------------------- | ----- | ----- | ----- | ----- | ----- |
| Nummer-eins-Alben   | DE—DE | AT1AT | CH—CH | UK2UK | US3US |
| Top-10-Alben        | DE4DE | AT6AT | CH6CH | UK5UK | US6US |
| Alben in den Charts | DE7DE | AT7AT | CH8CH | UK6UK | US7US |

|                       | DE     | AT     | CH     | UK     | US     |
| --------------------- | ------ | ------ | ------ | ------ | ------ |
| Nummer-eins-Singles   | DE2DE  | AT3AT  | CH2CH  | UK5UK  | US9US  |
| Top-10-Singles        | DE11DE | AT12AT | CH10CH | UK15UK | US14US |
| Singles in den Charts | DE28DE | AT29AT | CH28CH | UK36UK | US37US |

|                          | DE    | AT    | CH    | UK    | US    |
| ------------------------ | ----- | ----- | ----- | ----- | ----- |
| Nummer-eins-Videoalben   | DE—DE | AT—AT | CH—CH | UK1UK | US1US |
| Top-10-Videoalben        | DE—DE | AT1AT | CH1CH | UK2UK | US1US |
| Videoalben in den Charts | DE—DE | AT1AT | CH1CH | UK2UK | US1US |

### Auszeichnungen für Musikverkäufe
Das Lied Legendary Lovers (+ 30.000), One of the Boys (+ 135.000), Resilient (+ 20.000) und Tucked (+ 20.000) wurden weder als Singles veröffentlicht, noch konnten sie aufgrund von Downloads oder Streaming die Charts erreichen, dennoch erhielten diese Schallplattenauszeichnungen für nachweisliche Verkäufe.
| Land/RegionAuszeichnungen für Musikverkäufe (Land/Region, Auszeichnungen, Verkäufe, Quellen) | Silber     | Gold         | Platin         | Diamant       | Verkäufe    | Quellen                                                   |
| -------------------------------------------------------------------------------------------- | ---------- | ------------ | -------------- | ------------- | ----------- | --------------------------------------------------------- |
| Argentinien (CAPIF)                                                                          | —          | Gold1        | —              | —             | 20.000      | Einzelnachweise                                           |
| Australien (ARIA)                                                                            | —          | 9× Gold9     | 189× Platin189 | —             | 13.372.000  | aria.com.au                                               |
| Belgien (BRMA)                                                                               | —          | 9× Gold9     | Platin1        | —             | 165.000     | ultratop.be                                               |
| Brasilien (PMB)                                                                              | —          | 9× Gold9     | 38× Platin38   | 27× Diamant27 | 8.210.000   | pro-musicabr.org.br                                       |
| Chile (IFPI)                                                                                 | —          | Gold1        | 3× Platin3     | —             | 52.500      | Einzelnachweise                                           |
| Dänemark (IFPI)                                                                              | —          | 12× Gold12   | 26× Platin26   | —             | 1.140.000   | ifpi.dk                                                   |
| Deutschland (BVMI)                                                                           | —          | 16× Gold16   | 12× Platin12   | —             | 5.950.000   | musikindustrie.de                                         |
| Ecuador (SOPROFON)                                                                           | —          | —            | Platin1        | —             | 6.000       | Einzelnachweise                                           |
| Europa (IFPI)                                                                                | —          | —            | 2× Platin2     | —             | (2.000.000) | ifpi.org (Memento vom 1. Januar 2014 im Internet Archive) |
| Finnland (IFPI)                                                                              | —          | Gold1        | 3× Platin3     | —             | 68.651      | ifpi.fi                                                   |
| Frankreich (SNEP)                                                                            | —          | 5× Gold5     | 5× Platin5     | Diamant1      | 2.296.998   | infodisc.fr snepmusique.com                               |
| Golf-Kooperationsrat (IFPI)                                                                  | —          | Gold1        | —              | —             | 3.000       | ifpi.org                                                  |
| Indien (IMI)                                                                                 | —          | —            | 8× Platin8     | —             | 240.000     | Einzelnachweise                                           |
| Indonesien (ASIRI)                                                                           | —          | —            | 2× Platin2     | —             | 20.000      | Einzelnachweise                                           |
| Irland (IRMA)                                                                                | —          | —            | 3× Platin3     | —             | 52.500      | irishcharts.ie                                            |
| Italien (FIMI)                                                                               | —          | 12× Gold12   | 23× Platin23   | —             | 1.230.000   | fimi.it                                                   |
| Japan (RIAJ)                                                                                 | —          | 4× Gold4     | —              | —             | 400.000     | riaj.or.jp JP2                                            |
| Kanada (MC)                                                                                  | —          | 5× Gold5     | 109× Platin109 | 6× Diamant6   | 12.500.000  | musiccanada.com                                           |
| Kolumbien (ASINCOL)                                                                          | —          | —            | 4× Platin4     | —             | 40.000      | Einzelnachweise                                           |
| Mexiko (AMPROFON)                                                                            | —          | 13× Gold13   | 16× Platin16   | —             | 1.320.000   | amprofon.com.mx                                           |
| Neuseeland (RMNZ)                                                                            | —          | 7× Gold7     | 69× Platin69   | —             | 1.510.500   | aotearoamusiccharts.co.nz NZ2 NZ3                         |
| Niederlande (NVPI)                                                                           | —          | 2× Gold2     | Platin1        | —             | 85.000      | nvpi.nl                                                   |
| Norwegen (IFPI)                                                                              | —          | 8× Gold8     | 53× Platin53   | —             | 2.810.000   | ifpi.no NO2                                               |
| Österreich (IFPI)                                                                            | —          | 5× Gold5     | 22× Platin22   | —             | 662.500     | ifpi.at                                                   |
| Peru (UNIMPRO)                                                                               | —          | —            | 3× Platin3     | —             | 18.000      | Einzelnachweise                                           |
| Philippinen (PARI)                                                                           | —          | —            | 5× Platin5     | —             | 80.000      | Einzelnachweise                                           |
| Polen (ZPAV)                                                                                 | —          | 4× Gold4     | 10× Platin10   | —             | 375.000     | olis.pl                                                   |
| Portugal (AFP)                                                                               | —          | 2× Gold2     | 8× Platin8     | —             | 150.000     | Einzelnachweise                                           |
| Schweden (IFPI)                                                                              | —          | 3× Gold3     | 22× Platin22   | —             | 1.030.000   | sverigetopplistan.se                                      |
| Schweiz (IFPI)                                                                               | —          | 6× Gold6     | 5× Platin5     | —             | 230.000     | hitparade.ch                                              |
| Singapur (RIAS)                                                                              | —          | —            | 2× Platin2     | —             | 20.000      | rias.org.sg                                               |
| Spanien (Promusicae)                                                                         | —          | 11× Gold11   | 12× Platin12   | —             | 830.000     | elportaldemusica.es promusicae.es                         |
| Südkorea (KMCA)                                                                              | —          | —            | —              | —             | 299.098     | Einzelnachweise                                           |
| Thailand (TECA)                                                                              | —          | —            | 2× Platin2     | —             | 20.000      | Einzelnachweise                                           |
| Vereinigte Staaten (RIAA)                                                                    | —          | 10× Gold10   | 77× Platin77   | 7× Diamant7   | 150.086.000 | riaa.com                                                  |
| Vereinigtes Königreich (BPI)                                                                 | 7× Silber7 | 5× Gold5     | 47× Platin47   | —             | 28.914.000  | bpi.co.uk                                                 |
| Zentralamerika (CFC)                                                                         | —          | Gold1        | —              | —             | 5.000       | Einzelnachweise                                           |
| Insgesamt                                                                                    | 7× Silber7 | 162× Gold162 | 783× Platin783 | 41× Diamant41 |             |                                                           |